# 铺溪
铺溪，位于中华人民共和国福建省西部的一条河流，是金溪右岸支流。上游称盖洋溪，发源于明溪县西部盖洋镇大坑村罗家杆山西面，蜿蜒向北流，经盖洋村、湖上村、楼前村，过水口水电站后进入泰宁县境内，经大龙乡角溪村、焦溪村盖竹洋等地，于池潭水库坝址附近汇入金溪池潭水库库区。河长61千米，流域面积1052平方千米，河道平均比降5.4‰。